# Godsvrouw
Gedurende de 18e dynastie van Egypte was Godsvrouw (Egyptisch Hmt nTr) een titel die aan vrouwen van het koninklijk hof werd toegekend. De titel wijst op een overerfbare sacrale rol die overging van moeder op oudste dochter. Het konden ook andere verwanten zijn, zoals in het geval van Ahmose-Nefertari, waar de titel Godsvrouw werd gedeeld of overgedragen op Satamun I en haar zuster, Ahmose-Meritamon.
De titel en bijhorende rol zijn niet dezelfde als die van Godsvrouw van Amon, wat een aparte sacrale titel is die met de mythe van de "Goddelijke cyclus" van de god Amon heeft te maken.
Slechts twee koninginnen uit de 18e Dynastie hebben de titel Godsvrouw gedragen, namelijk Ahhotep en Ahmose-Nefertari.